# Efeito Jennifer e John
O efeito Jennifer e John refere-se a um experimento realizado pela Universidade de Yale em 2012, onde foi pedido a professores qualificados dos departamentos de ciências (física, química e biologia) de seis universidades de pesquisa norte-americanas que avaliassem a candidatura apresentada por um estudante (John) ou uma estudante (Jennifer) fictícios, para ocupar, em seus departamentos, o cargo de lab manager. Uma das peculiaridades do experimento era que a documentação avaliada era a mesma e apenas o nome e o sexo do candidato eram diferentes.

## Estudo
Para o estudo, foram escolhidas três zonas geográficas diferentes e, dentro de cada zona, duas grandes universidades, uma pública e outra privada. As seis instituições universitárias são altamente valorizadas, e os responsáveis pelos departamentos que receberam a documentação são considerados cientistas de alta produtividade. No total, a documentação foi enviada a 127 responsáveis: 63 receberam a de Jennifer e 64, a de John.
A cada responsável foi pedido para avaliar a documentação enviada com base em três aspectos (em uma escala de 1 a 7): competência (competence), contratabilidade (hireability) e nível de tutoria (mentoring); também foi solicitado que determinassem a remuneração que consideravam apropriada para o estudante, com base nos méritos apresentados. Naturalmente, o sexo do avaliador também foi registrado como possível fator de influência.
Nos dados obtidos, foi primeiramente aplicado um teste de análise de variância de dois fatores: sexo do estudante e sexo do responsável.
Em todos os casos, o único fator que se mostrou significativo em cada uma das variáveis medidas foi o sexo do estudante.
Também foi realizada uma análise de moderação para avaliar a influência de fatores que poderiam diminuir ou aumentar o efeito observado. Para isso, os avaliadores das candidaturas foram submetidos a um teste de sexismo (Modern sexism scale) para determinar se o grau de "negatividade não intencional em relação às mulheres" (ou seja, de desvalorização inconsciente das mulheres) influenciava a percepção de sua competência.

### Resultados
1. Jennifer foi significativamente (p<0,01) pior avaliada que John em todos os três aspectos e também recebeu uma oferta de remuneração mais baixa.
Os testes de efeitos simples mostraram que Jennifer foi considerada menos competente (p<0,001) e menos contratável (p<0,001) que John, e os avaliadores estavam dispostos a dedicar menos tempo de tutoria para ela (p<0,001). Em termos salariais, os avaliadores estavam dispostos a pagar 26 508 dólares a Jennifer, enquanto John receberia 30 328. A diferença é superior a 10% e é estatisticamente significativa (p<0,01).
A maior contratabilidade de John deve-se simplesmente ao fato de ser percebido como mais competente que Jennifer.
2. O sexo dos responsáveis pela avaliação das candidaturas não teve efeitos significativos.
Isso significa que Jennifer não foi melhor avaliada por avaliadoras do que por avaliadores; e também não houve efeito do nível acadêmico, campo científico ou idade dos avaliadores. Portanto, John foi melhor avaliado em todos os aspectos.
Os avaliadores com um viés sutil contra as mulheres mais intenso foram os que perceberam Jennifer como menos competente e menos contratável; também foram os que dedicariam menos tempo de tutoria para ela. No entanto, esses avaliadores não desvalorizaram John de nenhuma forma.

### Conclusões
- Constatou-se a existência de um viés de gênero na avaliação da competência de jovens aspirantes a cientistas profissionais.
- A percepção de menor competência das mulheres é responsável por elas terem menos chances de serem selecionadas para cargos de formação em pesquisa científica.
- O viés de gênero é geral; afeta igualmente homens e mulheres, bem como acadêmicos de diferentes idades, especialidades e níveis; portanto, trata-se provavelmente de um viés gerado por estereótipos culturais amplamente difundidos, e não por uma intenção consciente de prejudicar as mulheres.[1]